# Courtney Vandersloot
Courtney Vandersloot (Kent, Washington, 8 februari 1989) is een Amerikaanse professionele basketbalspeelster voor de New York Liberty van de Women's National Basketball Association (WNBA). Ze werd als eerste gekozen door Chicago in het WNBA-draft van 2011. Vandersloot heeft de WNBA Rookie of the Year Award (2011). Ze is ook geselecteerd voor vier WNBA All-Star-teams.

## Privé
Op 27 december 2018 trouwde ze met oud ploeggenoot Allie Quigley.
1 Diamond DeShields · 
2 Kahleah Copper · 
3 Candace Parker · 
7 Lexie Brown · 
13 Dana Evans · 
14 Allie Quigley · 
22 Courtney Vandersloot · 
24 Ruthy Hebard · 
30 Azurá Stevens · 
31 Stefanie Dolson · 
43 Astou Ndour-Fall · 
Coach James Wade
0 Jaylyn Sherrod · 
1 Marquesha Davis · 
2 Kennedy Burke · 
5 Kayla Thornton · 
8 Nyara Sabally · 
13 Leonie Fiebich · 
18 Ivana Dojkić · 
20 Sabrina Ionescu · 
22 Courtney Vandersloot · 
30 Breanna Stewart · 
35 Jonquel Jones · 
44 Betnijah Laney-Hamilton · 
Coach Sandy Brondello
- Library of Congress Control Number: n2021047073
- Virtual International Authority File: 1231163026469189570005
- WorldCat: E39PCjJyk4TbwTVrhcK9Vv39fy